# Jennifer Keesmaat

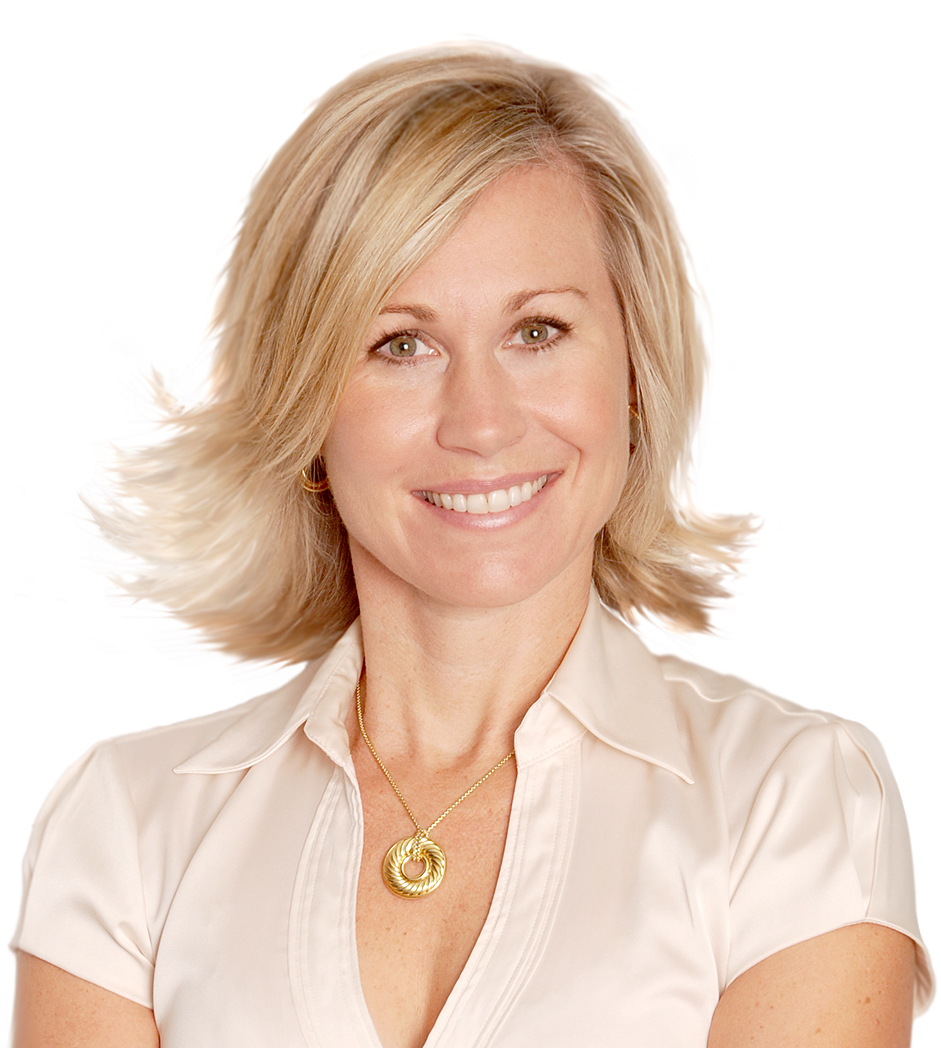
Jennifer Keesmaat, 2010

Jennifer Keesmaat (* 1970 in Hamilton, Ontario) ist eine kanadische Stadtplanerin, die von 2012 bis 2017 als Chief City Planner von Toronto tätig war. Danach nahm sie einen Lehrauftrag an der University of Toronto an. Im März 2018 wurde Keesmaat CEO der Creative Housing Society, einer unabhängigen gemeinnützigen Gruppe, die sich der Schaffung von bezahlbaren Wohnprojekten widmet. 2014 wurde sie von Toronto Life zur neuntwichtigsten Person in Toronto ernannt, und 2013 von Maclean’s zur 41. wichtigsten Person in Kanada.
Am 27. Juli 2018 gab Keesmaat ihre Kandidatur als Bürgermeisterin von Toronto bei der Bürgermeisterwahl 2018 bekannt. Sie wurde mit großem Abstand Zweite gegenüber dem amtierenden Bürgermeister John Tory und konnte keinen der 25 Bezirke der Stadt gewinnen.
Nach der Bürgermeisterwahl gründete Keesmaat The Keesmaat Group, ein Unternehmen, das mit Führungskräften aus Wirtschaft und Politik zusammenarbeitet, um den Wandel in Städten auf der ganzen Welt voranzutreiben. Im Jahr 2019 gründete The Keesmaat Group in Zusammenarbeit mit der Canada Mortgage and Housing Corporation (CMHC) und The Globe and Mail die Veranstaltungsreihe National Housing Innovation, die sich auf die Verbesserung des Zugangs zu bezahlbarem Wohnraum in Kanada konzentriert.

## Leben
Keesmaat ist die dritte der vier Töchter von Irene, einer Künstlerin, und Leonard Keesmaat, einem Baumeister und Handwerker. Ihre Eltern kamen beide als kleine Kinder aus den Niederlanden nach Kanada. Sie wuchs in Hamilton auf, wo sie die Calvin Christian School und anschließend die Sir Allan MacNab Secondary School besuchte. Keesmaat machte 1993 ihren Abschluss in Englisch und Philosophie an der University of Western Ontario. 1997 schrieb sie sich an der York University ein und erwarb 1999 einen Master-Abschluss in Umweltstudien (Politik und Planung). Während der Amtszeit von Mel Lastman als Bürgermeister arbeitete sie für kurze Zeit als Assistentin des linksgerichteten Stadtrats Joe Mihevc und der ehemaligen Stadträtin Jane Pitfield für die Stadtverwaltung von Toronto.
Bevor sie Chefplanerin von Toronto wurde, hatte sie an Masterplänen in Toronto, Vancouver, Mississauga, Vaughan, Regina, Saskatoon, Lethbridge, Moncton, London und Halifax gearbeitet. Außerhalb Kanadas arbeitete sie in den Vereinigten Staaten, Irland und Griechenland. Zusammen mit Harold Madi und Antonio Gomez-Palacio ist Keesmaat Mitbegründerin des Planungs- und Designbüros Office for Urbanism. Sie ist auch Gründungspartnerin von DIALOG. Sie schreibt Artikel zu planungsbezogenen Themen, darunter Leitartikel im Toronto Star über die Bedeutung kompletter Straßen und kompletter Gemeinschaften und in The Globe and Mail über die Notwendigkeit, die Ansätze der Flächennutzungsplanung zu ändern, um die Lebensqualität und Nachhaltigkeit von Kanadas zukünftigen Gemeinden zu gewährleisten. Sie hat Gastvorträge an der Ryerson University, der York University und der University of Toronto und die TEDx-Talks „Own your City“ und „Walk to School“ gehalten.
Im September 2012 wurde Keesmaat zur Chefplanerin von Toronto ernannt. In ihrer Amtszeit war sie eine Verfechterin von hoher Besiedlungsdichte und Fußgängerfreundlichkeit und beschrieb die Entwicklung von Mittelhäusern (in der nordamerikanischen Stadtplanung spricht man vom missing middle house), den Transport und das Hafenviertel als ihre Schwerpunktbereiche. Sie war auch eine Befürworterin einer nationalen urbanen Agenda, indem sie eine erweiterte Rolle der Bundesregierung bei der Unterstützung kanadischer Städte forderte.
Um ihre Pläne zu diskutieren, veranstaltete sie öffentliche Diskussionsrunden, die live getwittert und auf Rogers TV ausgestrahlt wurden.
Im Jahr 2012 schlug Keesmaat 14 neue Steuern vor, die Einnahmen zur Finanzierung neuer Staatsausgaben bringen könnten.

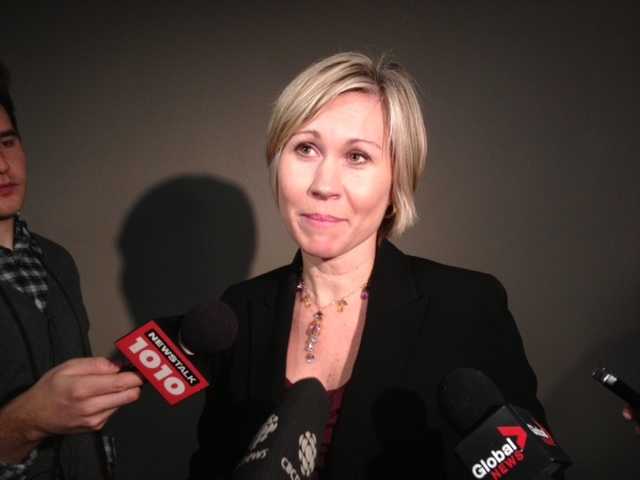
Keesmaat bei einem Interview, 2013

Ende August 2017 gab Keesmaat bekannt, dass sie ihr Amt bei der Stadt nach öffentlichen Meinungsverschiedenheiten mit Bürgermeister John Tory über mehrere Themen, einschließlich der Debatte über den Abriss des alternden und kostspieligen Gardiner Expressway verlassen würde. Stadtrat Joe Mihevc lobte Keesmaats Beitrag für die Stadt:„In the case of the Gardiner, she was speaking truth to power […] We needed a provocateur […] She pushed us to think at a higher level.“
Keesmaat wurde anschließend CEO der Creative Housing Society, einer gemeinnützigen Organisation, die sich der Schaffung von erschwinglichen Mietwohnungen in Kanadas Großstädten widmet.
Am 27. Juli 2018 kündigte Keesmaat ihre Absicht an, bei den Kommunalwahlen 2018 für das Amt des Bürgermeisters von Toronto zu kandidieren, wobei sie einen Großteil ihrer Kampagne auf Schlüsselprioritäten wie Transit, Verkehr, erschwinglichen Wohnraum und Verkehrssicherheit konzentrierte. Der erfahrene kanadische Politstratege Brian Topp war Keesmaats Wahlkampfmanager und eine Reihe prominenter lokaler und internationaler Persönlichkeiten und Organisationen unterstützten Keesmaat als Bürgermeisterin. Am 22. Oktober 2018 verlor Keesmaat die Bürgermeisterwahl gegen den amtierenden Bürgermeister eindeutig; John Tory erhielt 63,5 %, Keesmaat als zweite 23,6 % der Stimmen.
2018 gründete Keesmaat The Keesmaat Group, die mit Städten und Organisationen auf der ganzen Welt zusammenarbeitet, um Veränderungen in den Städten voranzutreiben.
Keesmaat lebt mit ihrer Familie im Torontoer Stadtteil Old Toronto im Ortsteil Yonge and Eglinton.  Sie ist mit Tom Freeman verheiratet; das Paar hat zwei Kinder, Alexandra und Luis.